# Polyommatus rufotincta
Polyommatus rufotincta är en fjärilsart som beskrevs av Obraztsov 1936. Polyommatus rufotincta ingår i släktet Polyommatus och familjen juvelvingar. Inga underarter finns listade i Catalogue of Life.